# Wing
För andra betydelser, se Wing (olika betydelser).
Wing är ett könsneutralt förnamn. 63 män har namnet i Sverige och 57 kvinnor. Flest bär namnet i Stockholm, där 20 män och 18 kvinnor har namnet.